# Anne-Sophie Pic

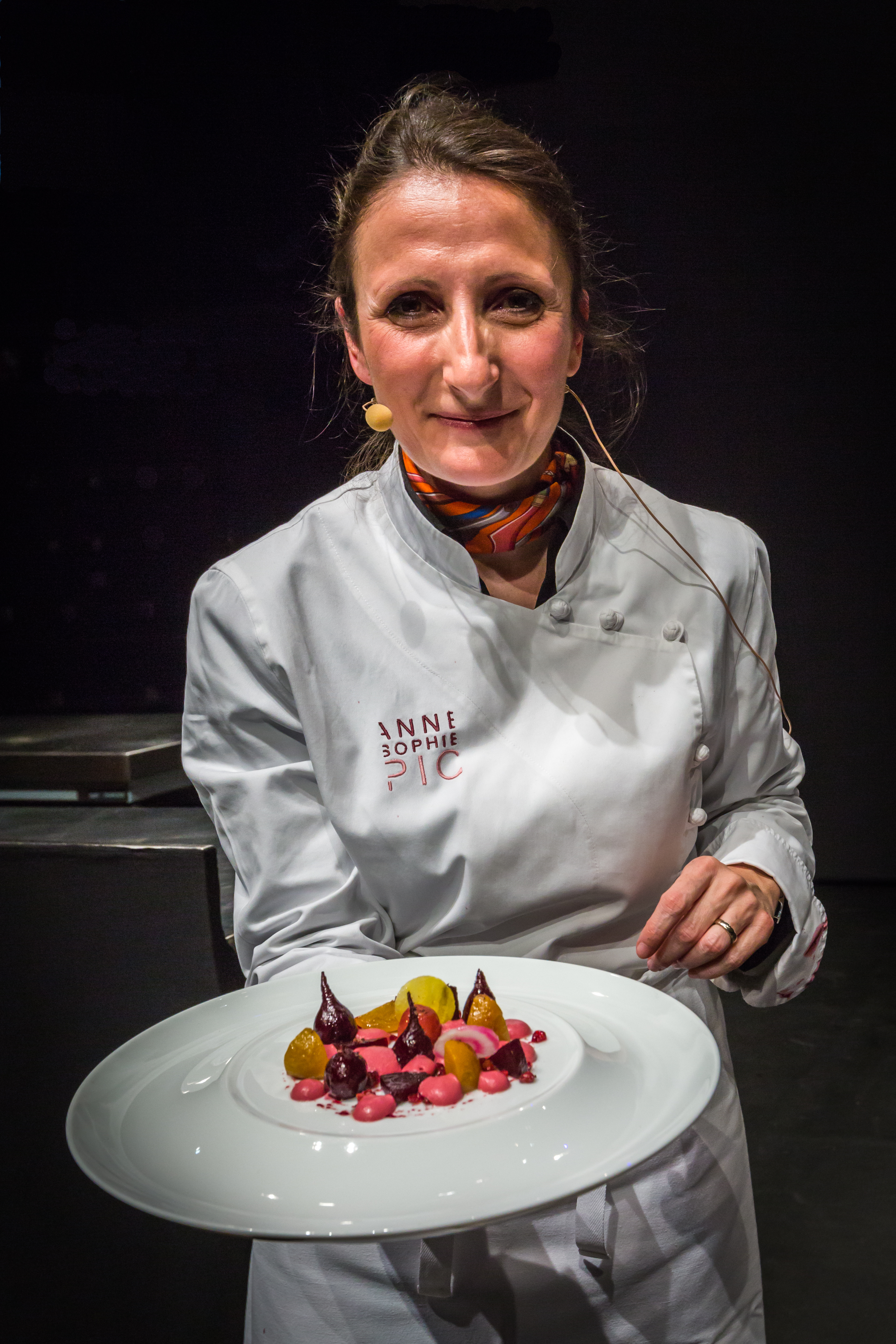
Anne-Sophie Pic, 2014.

Anne-Sophie Pic (Valence, 1969) is een Franse chef-kok.
Pic is chef-kok van het gastronomische familierestaurant "La Maison Pic" in Valence.
Sinds 1934 hebben drie generaties Pic drie Michelin-sterren veroverd: grootvader André Pic (sinds 1934), vader Jacques Pic (sinds 1973) en Anne-Sophie (sinds 2007).
Op 24 september 2007 werd Anne-Sophie verkozen tot "Chef van het jaar", door de achtduizend chefs uit de Michelingids. Zij kreeg als eerste vrouw de prijs toegekend.

## Onderscheidingen
- Ridder in de Ordre National du Mérite.
- Ridder in de Orde van Kunst en Letteren.
- Ridder in de Ordre du Mérite Agricole.

## Biografie
In 1891 heeft Sophie Pic een restaurant in de Ardèche, "L'Auberge du Pin". Ze leert er haar zoon André Pic de kneepjes van het vak. André neemt de zaak over en verkrijgt drie Michelinsterren.
In 1936 sticht André "La Maison Pic" in Valence, langs de route Nationale 7.
Op zijn beurt leert André zijn zoon Jacques alles over de familiekeuken.
Jacques neemt de fakkel van zijn vader over en bevestigt in 1973 met drie Michelinsterren.
Hij heeft twee kinderen, Alain en Anne-Sophie, die reeds de vierde generatie zijn in dit familiebedrijf.
Op de leeftijd van 17 jaar, in 1976, gaat Alain in de leer bij zijn vader en volgt hij stages bij onder meer Paul en Marc Haeberlin van "L'Auberge de l'Ill" in Illhausern in de Elzas.

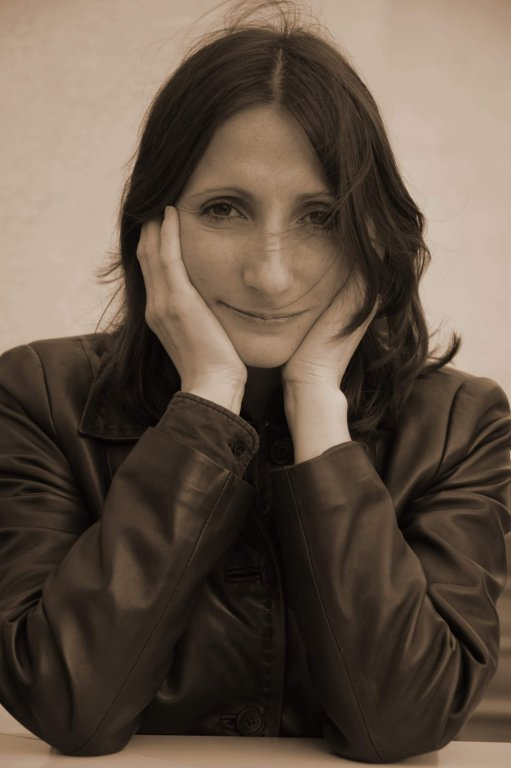
Anne-Sophie Pic

Vader Jacques wil dat Anne-Sophie hotelschool volgt in Lausanne, maar zij kiest voor een hogere opleiding aan het Institut supérieur de gestion in Parijs. Later volgen ook opleidingen in New York. Ze start haar carrière bij bekende huizen als Moët&Chandon en Cartier.
In 1991 gaat de toen 22-jarige Anne-Sophie mee met haar familie op vakantie in Villerville in Normandië, waar haar vader leerjongen was in restaurant "Mahu". De souvenirs van haar vader maken indruk op haar en ze besluit om kok te worden en de familietraditie voort te zetten.
In 1992 komt Jacques plots te overlijden en moet Anne-Sophie noodgedwongen haar leerperiode verder zetten bij haar broer en het personeel van de zaak. Zeer gedreven zet ze zich in om het voortbestaan van "La Maison Pic" te verzekeren.
In 1993 huwt Anne-Sophie met David Sinapian, die algemeen directeur wordt van de groep Pic.
In 1995 verliest het huis, onder leiding van Alain, zijn derde ster.
In 1998 verlaat Alain het restaurant. Hij opent in de buurt van Grenoble, samen met zijn vrouw, de zaak 'Les Mésanges'. Ook hun zoon Guillaume werkt mee en is daarmee al de vijfde generatie.
Vanaf 1999 heeft Anne-Sophie de volledige leiding en wijzigt ze het traditionele provençale interieur in een modernere uitvoering.
In 2001 richt ze samen met Hélène Darroze de club "Les Nouvelles Mères Cuisinières" op.
In 2005 wordt haar zoon Nathan geboren.
In 2006 wordt de bistrot "Le 7" geopend, een hommage aan de beroemde Nationale 7.
In 2007, ze is dan 37 jaar, wordt opnieuw de derde ster behaald. Zij is slechts de vierde vrouw die hierin slaagt.

## Etablissementen
- La Maison Pic, 285 Av. Victor Hugo in Valence.
- Le 7 par Anne-Sophie Pic, Valence.
- Hotel Pic, vier sterren Luxe, Valence. Lid van Relais&Châteaux.
- Scook, kokschool, Valence.
- L’As de Pic, Paris.